# Arthurdendyus triangulatus
Arthurdendyus triangulatus är en plattmaskart som först beskrevs av Arthur Dendy 1895.  Arthurdendyus triangulatus ingår i släktet Arthurdendyus och familjen Geoplanidae. Inga underarter finns listade i Catalogue of Life. Det finns farhågor att den kan sprida sig i Europa och utgöra ett hot mot daggmasken och därmed mot jordbruket. 

## Bildgalleri

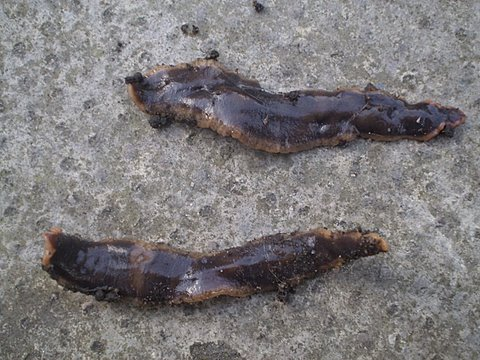
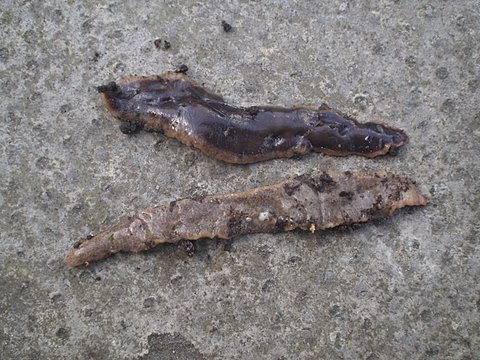